# موس آدامز
موس آدامز (انگلیسی: Moss Adams) شرکت خدمات حرفه‌ای آمریکایی است، که در سال ۱۹۱۳ تأسیس شد.